# Stoya
Stoya, pseudonimo di Jessica Stoyadinovich (Wilmington, 15 giugno 1986), è un'ex attrice pornografica statunitense.

## Biografia
Nata nella Carolina del Nord da padre serbo (tecnico di una nota azienda produttrice di videogiochi) e madre scozzese. Da bambina desiderava essere una ballerina e all'età di 3 anni inizia a prendere lezioni di danza. Frequenta le scuole da privatista e si diploma prima dei 16 anni. Successivamente si trasferisce nel Delaware, dove frequenta un semestre al Delaware College of Art and Design, ma è costretta ad abbandonare gli studi a causa di alcuni problemi con le autorità.
Successivamente si trasferisce a Filadelfia, dove frequenta un corso estivo della University of the Arts. A Philadelphia svolge alcuni lavori tra i quali la segretaria, la distributrice di volantini e la go-go dancer. Stoya appare anche in molti video musicali di alcune band sconosciute di cui, secondo lei, nessuno sentirà mai parlare.

## Carriera
Stoya inizia la sua carriera a Filadelfia nel 2004, posando per un fotografo amatoriale che era anche il suo compagno di stanza. Ciò le permette di posare e lavorare per alcuni siti web di pornografia alternativa. Il sito godsgirls.com le propone di girare alcune scene softcore per un loro DVD. Stoya ha dichiarato di aver scoperto la pornografia grazie a un interesse per il BDSM e attraverso newsgroup fetish su Internet.
Stoya ha preso parte a 2 DVD prodotti da Razordolls e ha avuto un cameo in 2 film della Vivid Alt prima di essere contattata dalla Digital Playground per una scena hardcore lesbo con Sophia Santi. Questa scena non è mai avvenuta. Nell'agosto del 2007 ha avuto dei contatti con la dirigenza della Digital Playground che le ha proposto di girare una scena con un uomo in un film hardcore. Dopo un'attenta considerazione Stoya ha accettato. Nell'ottobre del 2007 ha firmato un contratto di esclusiva per 3 anni con la Digital Playground.
La prima scena girata da Stoya è inclusa in Stoya Video Nasty, film venduto in DVD e pubblicizzato come primo film in cui l'attrice girava una scena etero, anche se il primo film uscito per la Digital è stato Jack's POV 9. Stoya ha dichiarato che "esplorare la mia sessualità davanti a una telecamera è un'avventura divertente". Nel 2009 ha vinto il prestigioso premio AVN Best New Starlet per la migliore attrice esordiente.
Dal 2014 ha abbandonato Digital Playground e si è dedicata alla regia, finanziando personalmente il suo primo film. Nel 2016 ha diretto e presentato l'edizione degli XBIZ Awards.

## Vita privata
Nel giugno del 2009 ha avuto una breve relazione con Marilyn Manson.
Nel 2012 si lega sentimentalmente con il collega James Deen dal quale si separa due anni dopo. Nel 2015 Stoya ha dichiarato su Twitter che lui l'avrebbe penetrata in una occasione senza il suo consenso. Lui ha negato le accuse, ma in seguito altre donne hanno denunciato il comportamento violento di James Deen tanto che è stato licenziato da alcune case per cui lavorava.

## Filmografia
- Razördolls (2006)
- Stoya: Video Nasty (2007)
- Sister Midnite (2007)
- Sexual Freak 7: Stoya (2007)
- Katsuni: Video Nasty (2007)
- Jesse Jane: Lust (2007)
- Jack's POV 9 (2007)
- Debbie Loves Dallas (2007)
- The Sex Offenders (2008)
- Stoya: Sexy Hot (2008)
- Stoya: Heat (2008)
- Stoya: Atomic Tease (2008)
- Nurses (2008)
- My First Porn 10 (2008)
- Jesse Jane: Kiss Kiss (2008)
- Jack's POV 13 (2008)
- Jack's Leg Show 4 (2008)
- Deeper 11 (2008)
- Cheerleaders (2008)
- Pirates II: Stagnetti's Revenge (2008), regia di Joone
- Stoya: Workaholic (2009)
- Stoya: Perfect Picture (2009)
- Riley Steele: Scream (2009)
- Jack's Teen America: Mission 23 (2009)
- Bad Girls (2009)
- A Taste of Stoya (2009)
- 2009 AVN Awards Show (2009)
- Teachers (2009)
- Love and Other Mishaps (2010)
- Bad Girls 5 (2010)
- Top Guns (2011)
- Babysitters 2 (2011)
- Stoya: Web Whore (2011)
- Power Fuck (2011)
- Bad Girls 6 (2011)
- Fighters (2011)
- Bad Girls 7 (2011)
- Flatscreen (2012)
- unSEXpected (2012)
- Bridesmaids (2013)
- Code of Honor (2013)
- Erotico 1 (2013)
- Jack Attack 4 (2013)
- Sexual Healing (2013)
- Skip Trace 3 (2013)
- Special Delivery (2013)
- Watch Over Me (2013)
- Erotico 2 (2014)
- Voracious 2 (2014)
- A.I Rising (2018)

## Teatro
- Harakiri Kane (alias Die! Die, Again!)  (2017)
- The Last Bar at the End of the World (2018) con Seth Gilliam

## Opere

### Libri
- Philosophy, Pussycats, and Porn, 2018

### Editoria
Dal 2014 al 2015 ha pubblicato alcuni articoli su Refinery29.
Ha realizzato alcune rubriche per le riviste Slate, Vice e The Verge. Ha pubblicato pezzi su New Statesman, Esquire, The Guardian, Nylon, Playboy e XCritic.
Dal 2018, Stoya è stata collaboratrice editoriale del New York Times.
A partire dalla sua rubrica "How to Do It" di Slate del 29 giugno 2021, ha iniziato a firmare i suoi articoli come "Jessica Stoya".

## Curiosità
Nel 2012 è stata protagonista del video di Amanda Palmer "Do It With a Rockstar".
Sempre nel 2012 Stoya ha partecipato al progetto artistico Hysterical Literature, una serie di cortometraggi creata da Clayton James Cubitt che comprende dodici video girati in bianco e nero. Ogni video mostra una donna completamente vestita che legge un brano di un libro di sua scelta mentre viene portata all'orgasmo da un assistente nascosto. La prima sessione presenta Stoya, che legge un estratto da Necrophilia Variations di Supervert. Il video è stato caricato su YouTube e ha ottenuto oltre 28 milioni di visualizzazioni.
Al Berlin Music Video Awards 2015 viene presentato il video provocatorio “Would You Be Mine” dell'artista cileno Adán Jodorowsky, con protagonista Stoya in alcune scene molto esplicite.
Nel 2018, ha partecipato al Wired Nextfest di Milano, esponendo al pubblico i suoi progetti futuri.

## Riconoscimenti
- AVN Awards
  - 2009 – Best New Starlet[20]
  - 2009 – Best All-Girl Sex Scene (film) per Cheerleaders con Brianna Love, Shay Jordan, Jesse Jane, Adrianna Lynn, Sophia Santi, Lexxi Tyler, Memphis Monroe e Priya Rai[21]
  - 2012 – Hottest Sex Scene per Babysitters 2 con Kayden Kross, Jesse Jane, Riley Steele, BiBi Jones e Manuel Ferrara (Fan Award)[22]
- XBIZ Awards
  - 2009 – New Starlet of the Year[23]
  - 2014 – Best Scene - Feature Movie per Code of Honor con Riley Steele, Kayden Kross, Jesse Jane, Selena Rose e Manuel Ferrara[24]
  - 2019 – Best Actress - All - Girl Release per Talk Derby To Me[25]
- XRCO Award
  - 2009 – Best New Starlet[26]

Altri premi
- 2008 – Eroticline Award Best US Newcomer